# دوغلاس ر. سترينجفيلو
دوغلاس ر. سترينجفيلو هو سياسي أمريكي، ولد في 24 سبتمبر 1922 في درابر في الولايات المتحدة، وتوفي في 19 أكتوبر 1966 في لونغ بيتش في الولايات المتحدة بسبب نوبة قلبية. نشط حزبياً في الحزب الجمهوري. وقد انتخب عضو مجلس النواب الأمريكي ‏.